# Amandinea maritima
Amandinea maritima é uma espécie de líquen da família Caliciaceae. Foi descrito cientificamente em 2011.